# Kenny Rollins
Kenneth Herman « Kenny » Rollins, né le 14 septembre 1923 à Charleston, dans le Missouri, et mort le 9 octobre 2012 à Greencastle, Indiana, est un joueur américain de basket-ball. Il évoluait au poste de meneur.

## Palmarès
- Champion olympique 1948
- Champion NCAA 1948